# Altheimer Gruppe
Die Altheimer Gruppe (auch Altheimer Kultur) ist eine “Kulturerscheinung” des späten Jungneolithikums zwischen 3800 v. Chr. und 3400/3300 v. Chr. Der Begriff wurde im Jahre 1915 vom Prähistoriker Paul Reinecke geprägt, nach dem 1911 entdeckten und 1914 ausgegrabenen Erdwerk von Altheim in Essenbach bei Landshut (Niederbayern). Das Hauptverbreitungsgebiet liegt in Niederbayern und der südlichen Oberpfalz, die Verbreitung reicht  jedoch im Westen bis zum Lech und im Osten bis zum Inn.
Von herausragender Bedeutung aufgrund der Erhaltungsbedingungen ist die prähistorische Siedlung Pestenacker, Gemeinde Weil.

## Kennzeichnung der Altheimer Gruppe

Skizze typischer Altheimer Keramik

Das wichtigste Charakteristikum der Altheimer Gruppe ist – wie im gesamten Neolithikum – die Keramik (siehe Skizze). Typisch sind unverzierte Gefäße mit Fingertupfen- bzw. Arkadenrandleisten und Schlickauftrag.
Die Silexgeräte der Altheimer Kultur bestehen häufig aus Kerngeräten, d. h. das Werkzeug wird aus dem Silexrohstück gefertigt und nicht aus einem Abschlag. Für die Ernte wurden große Sichelklingen aus Plattenhornstein des Abbaugebietes bei Baiersdorf (Ortsteil von Riedenburg) verwendet, welche eine technische Neuerung gegenüber den sonst gebräuchlichen Kompositsicheln darstellen.
Gräber der Altheimer Gruppe sind kaum bekannt. Es wird davon ausgegangen, dass ein Großteil der Bevölkerung auf eine Art und Weise bestattet wurde, die heute nicht mehr nachweisbar ist. In Ergolding-Fischergasse wurde das Hockergrab eines Mannes und in Stephansposching zwei Hocker- und eine Brandbestattung gefunden.
Während Artefakte aus Kupfer in der vorangegangenen Münchshöfener Kultur noch vereinzelte Importe aus der Lengyel-Kultur darstellen, hat die Altheimer Kultur in einem Austauschnetz mit nordalpinen Kupferhütten der Mondseekultur gestanden. Das reziproke Handelsnetz kann durch Importe von Baiersdorfer Plattensilex in Fundplätzen der Mondseekultur belegt werden. In Altheim wurde eines der seltenen Beile aus alpinem Kupfer in Fundzusammenhang der Altheimer Kultur gefunden.

## Siedlungswesen

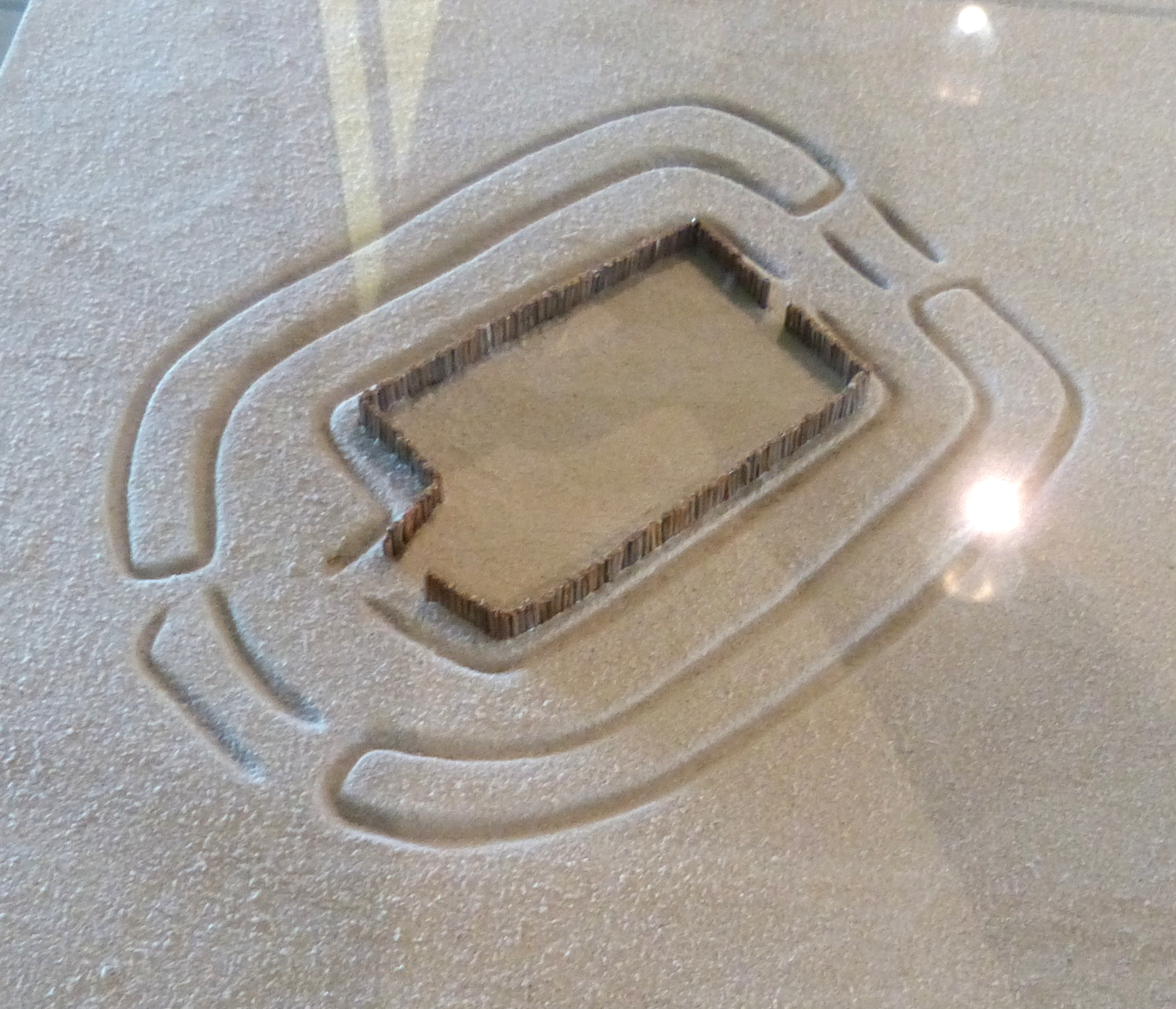
Erdwerk Altheim

Beim überwiegenden Teil der über 200 bekannten Fundstellen handelt es sich um Siedlungsstellen auf Mineralböden. Einige sind mit einem Grabenwerk umgeben.
Grabenanlagen sind im Jungneolithikum allgemein sehr verbreitet. Oft begleitet das Erdwerk eine Gruppe von Siedlungen und stellt so möglicherweise den Mittelpunkt einer Siedlungsgemeinschaft dar. Diese Erdwerke wurden meist an Terrassen- oder Hangkanten errichtet. Bis zu drei Gräben (auf der Hangseite in der Regel grabenlos) grenzen ein trapezförmiges bis rechteckiges Areal ab. Eine eindeutige Interpretation der Altheimer Grabenanlagen ist jedoch noch nicht gelungen.

### Mineralbodensiedlungen
Einige weitere Fundplätze der Altheimer Gruppe sind:
- Lößterrasse des mittleren Isartals bei Landshut: Erdwerk bei Altdorf, Essenbach-Altheim (namengebender Fundort, auch als Altheim-Holzen bekannt)
- In Niederbayern des Weiteren die Erdwerke: Bad Abbach-Alkofen (Landkreis Kelheim, Niederbayern), Bruck und Nindorf (Landkreis Deggendorf, Niederbayern), Oberschneiding, Osterhofen-Linzing, Osterhofen-Neu-Wisselsing, Aiterhofen-Ödmühle, Pilsting-Trieching, Straßkirchen
- Grubenhütte von Sengkofen (Landkreis Regensburg, Oberpfalz)

### Feuchtbodensiedlungen
Neben Siedlungen auf den üblichen Mineralböden treten nun in Bayern auch erstmals so genannte Feuchtbodensiedlungen an Seeufern bzw. Inseln und in Mooren auf:
- Unweit von Landshut stieß man auf die Siedlungen von Ergolding-Fischergasse[4] und Essenbach-Koislhof.
- Im Loosbachtal, auch Tal des verlorenen Baches genannt, in der Nähe von Landsberg am Lech, finden sich auf einer Wegstrecke von nur drei Kilometern die drei Talauesiedlungen: Pestenacker-Nord; Pestenacker, Gemeinde Weil; Unfriedshausen bei Walleshausen, Gemeinde Geltendorf.
- Lediglich zwölf Kilometer nördlich wurde mit Merching-Stummenacker eine weitere, ehemals feucht situierte Siedlung entdeckt.
- Ferner ist noch die Inselsiedlung von Kempfenhausen im Starnberger See zu nennen.

Dank der Siedlungslage in Feuchtgebieten haben sich Bauholz, Bohlenwege, Flechtwerkzäune und in Pestenacker sogar Textilien (beispielsweise ein Spitzhut) erhalten. Diese Funde erlauben wesentlich mehr Aussagen zum Siedlungswesen und zur Chronologie.

## Hausbau
Die auf Mineralböden errichteten Häuser haben keine Spuren hinterlassen. Es konnten lediglich Gruben nachgewiesen werden, welche als Erdkeller interpretiert werden.
Einen Einblick in die Baustrukturen liefern Funde der Feuchtbodensiedlungen. Die Häuser der Siedlungen von Unfriedshausen und Pestenacker sind am besten erhalten. Diese sind im Durchschnitt etwa 4 m breit und 8 m lang. Das Fundament bestand im vorderen Bereich aus Holzbalken, im hinteren Bereich aus Birkenästen, Strohhäcksel und Mist. Auf dieses Fundament wurde der eigentliche Fußboden – Lehmestrich – aufgetragen.

## Nahrungsgrundlagen
In Pestenacker wurden Rind, Schaf/Ziege, Schwein und Hund als Haustiere nachgewiesen. Aufgrund der hohen Anzahl an Pferdeknochen ging man lange Zeit davon aus, dass es sich um bereits domestizierte Tiere handelt. Neuere Untersuchungen konnten diese Vermutung jedoch nicht stützen. Die Knochen stammen von verhältnismäßig kleinen Wildpferden, die neben Rothirsch, Wildschwein, verschiedenen Vogel- und Fischarten, Bär, Biber und sogar Schildkröten zur Nahrungsergänzung bejagt wurden.